# Eduard Henke
Hermann Wilhelm Eduard Henke (* 28. September 1783 in Braunschweig; † 14. März 1869 ebenda) war ein deutscher Rechtswissenschaftler und Kriminalwissenschaftler. Er war Professor der Rechte an der Universität Landshut, der Akademie Bern und der Universität Halle.

## Leben
Eduard Henke entstammte einer Familie, aus der zahlreiche Mediziner, Juristen, Theologen und Künstler hervorgegangen sind. Er war das neunte Kind des Pastors Ernst Heinrich Ludwig Henke (1736–1785) und von Wilhelmine Henke, geborene Spohr (1744–1806). Von seinen älteren Brüdern wurden Theodor Henke (1765–1843) Generalsuperintendent in Braunschweig und Adolph Henke (1775–1843) Professor für Physiologie und Pathologie in Erlangen. Sein Neffe war der Komponist Louis Spohr (1784–1859).
Henke studierte Rechtswissenschaften an den Universitäten in Göttingen und Helmstedt. 1806 promovierte er an der Helmstedter Universität mit der Dissertation De Vera Criminis Laesae Maiestatis Secvndvm Leges Positivas Indole Atqve Poena zum Dr. jur. und habilitierte sich im gleichen Jahr an der Erlangener Universität. 1808 wurde Henke außerordentlicher Professor der Rechtswissenschaften an der Universität Landshut und 1813 zum Stadtgerichtsassessor in Nürnberg ernannt.
Von 1814 bis 1832 übernahm er eine Professur für Römisches Recht und Strafrecht an der Akademie in Bern. 1832 war Henke für ein Jahr Oberappellationsgerichtsrat in Wolfenbüttel. 1833 folgte er dem Ruf als ordentlicher Professor der Rechte an die Universität Halle. Im gleichen Jahr wurde ihm der Titel eines Geheimen Justizrates verliehen. Er war bis 1857 an der Halleschen Universität tätig.
Henke war Autor zahlreicher Fachveröffentlichungen. 1809 veröffentlichte er Grundrisse einer Geschichte des gemeinen peinlichen Rechts in Deutschland und ein Jahr später Ueber den gegenwärtigen Zustand der Criminalrechtswissenschaft. 1815 erschien sein Lehrbuch der Strafrechtswissenschaft. Sein Hauptwerk Handbuch des Criminalrechts und der Criminalpolitik wurde in vier Bänden von 1823 bis 1838 veröffentlicht. In dem Werk fanden vor allem die ausländischen Gesetzgebungen Berücksichtigung. Einige seiner Monografien wurden im Rahmen der Reihe Bibliothek des Deutschen Strafrechts – Meister der Moderne in den 1990er Jahren als Reprint erneut veröffentlicht. Henke arbeitete auch als Übersetzer aus dem Französischen und Englischen.
Eduard Henke starb am 14. März 1869 im Alter von 85 Jahren in seiner Geburtsstadt Braunschweig. Seine Tochter Amélie Henke (1827–1921) heiratete Rudolf Leuckart (1822–1898), Zoologe und Begründer der Parasitologie.

## Veröffentlichungen (Auswahl)
- De Vera Criminis Laesae Maiestatis Secvndvm Leges Positivas Indole Atqve Poena. (Dissertationsschrift) Helmstedt 1806. (Digitalisat.)
- Criminalistische Versuche. Berlin 1807. (Digitalisat.)
- Grundriß einer Geschichte des deutschen peinlichen Rechts und der peinlichen Rechtswissenschaft. Ein Versuch. (2 Bände) Sulzbach 1809. (Digitalisat. 1. Band) (Digitalisat. 2. Band)
- Ueber den Streit der Strafrechtstheorien. Ein Versuch zu ihrer Versöhnung nebst einer literarischen Beilage. Regensburg 1811. (Digitalisat.)
- Beyträge zur Criminalgesetzgebung in einer vergleichenden Uebersicht der neuesten Strafgesetz-Bücher und Entwürfe. Regensburg 1813. (Digitalisat.)
- Ueber das Wesen der Rechtswissenschaft und das Studium derselben in Deutschland. Regensburg 1814. (Digitalisat.)
- Darstellung des gerichtlichen Verfahrens in Strafsachen. Zürich 1817.
- Handbuch des Criminalrechts und der Criminalpolitik. (4 Bände) Berlin 1823-1803. (Digitalisat. 1. Band) (Digitalisat. 2. Band) (Digitalisat. 3. Band) (Digitalisat. 4. Band)
- Oeffentliches Recht der Schweizerischen Eid-Genossenschaft und der Kantone der Schweiz. Nebst Grundzügen des allgemeinen Staatsrechts. Aarau 1824. (Digitalisat.)